# Pyotr Nikolayevich của Nga
Đại vương công Pyotr Nikolayevich của Nga (tiếng Nga: Пётр Никола́евич Рома́нов) (sinh ngày 22 tháng 1 [lịch cũ 10 tháng 1] năm 1864 – 17 tháng 6 năm 1931) là một trung tướng và tổng phụ tá quân đội đế quốc Nga. Pyotr là con trai út của Đại vương công Nikolai Nikolayevich của Nga đồng thời là em họ của Nikolai II và là cháu trai của Nikolai I của Nga.

## Tiểu sử
Pyotr Nikolaevich sinh ngày 10 tháng 1 năm 1864 là con trai thứ 2 của Đại vương công Nikolai Nikolayevich và Công chúa Alexandra Petrovna. Mặt dù chào đời vào thời điểm ông nội là Nikolai I đã qua đời từ lâu nhưng xét cho cùng là cháu nội của Hoàng đế Nikolai I của Nga, Pyotr được gọi là một Đại vương công của Nga từ khi chào đời. Thiếu thời tiếp nhận một nền giáo dục quân sự, Pyotr phục vụ trong quân đội ở tuổi 20, nhưng tạm hoãn trong một thời gian dài vì sức khỏe. Thời trẻ ông có khoảng thời gian hoạt động cùng với anh trai nơi Nikolai Nikolaievich là Tổng tư lệnh quân đội, tại đây ông thường kiềm chế tính cách nóng nảy của anh trai Nikolai. Trong thế chiến thứ nhất Pyotr làm kỹ sư quân đội và những nổ lực của ông góp phần cho thành công của quân đội Nga. So với anh trai ông Nikolai Nikolaievich một người năng động và có lòng quyết tâm cao thì Pyotr có phần lãnh đạm và đôi khi lại rụt rè và nhút nhát hơn, ông thường tỏ ra trầm lặng và yêu chuộng hòa bình. Pyotr yêu thích hội họa và kiến trúc trong những năm 1913, Pyotr tham gia các cuộc triển lãm của Học viện Nghệ thuật Hoàng gia được tổ chức tại Pyotrsburg và một trong những bản phát thảo do chính Pyotr thiết kế đã được kiến trúc sư Nikolaev Vladimir Nikolaevich xây dựng thành một cung điện nằm ở Crimea.

## Hôn nhân và con cái
Vào ngày 26 tháng 7 năm 1889, Pyotr kết hôn với Vương nữ Milica của Montenegro con gái của Vua Nicholas I của Montenegro và có 4 người con:
| Chân dung        | Tên                                      | Năm sinh - mất                                        | Chú thích                                                            |
| ---------------- | ---------------------------------------- | ----------------------------------------------------- | -------------------------------------------------------------------- |
|                  | Marina Petrovna                          | 11 tháng 3 năm 1892 - 15 tháng 5 năm 1981             | kết hôn với Hoàng tử Alexander Nikolayevich Golitsyn và không có con |
|                  | Roman Petrovich                          | 17 tháng 10 1896 - 23 tháng 10 năm 1978               | kết hôn với Nữ bá tước Praskovia Sheremeteva có 2 người con          |
| Nadejda Petrovna | 3 tháng 3 năm 1898 - 21 tháng 4 năm 1988 | kết hôn với Hoàng tử Nicholas Orlov và có 2 người con |                                                                      |
|                  | Sofia Petrovna                           | 3 tháng 3 năm 1898 - 3 tháng 3 năm 1898               | chết khi mới sinh                                                    |

## Những năm cuối đời
Sự sụp đổ triều đại năm 1917, Pyotr góp mặt trên chiến hạm HMS Marlborough của Anh cùng với những người trong gia đình hoàng gia Romanov rời Nga vào tháng 4 năm 1919. Pyotr qua đời tại Antibes, Pháp vào ngày 17 tháng 6 năm 1931 tro cốt của ông được đặt bên vợ Milica Nikolaevna nằm trong hầm mộ ở Nga thuộc Nhà thờ Thánh Michael the Archangel ở Cannes. 